# Lichtenau (Mittelfranken)
Lichtenau este o comună aflată în districtul Ansbach, landul Bavaria, Germania.